# ギリシア美術
ギリシア美術（ギリシアびじゅつ）は、現在のギリシャ共和国を含むバルカン半島、アナトリア半島などの古代・中世のギリシア人居住地域を中心に発展した美術および、現在のギリシャ共和国の美術。単に「ギリシア美術」といった場合は、古代ギリシア時代の美術を指すことが多い。

## 古代ギリシア美術

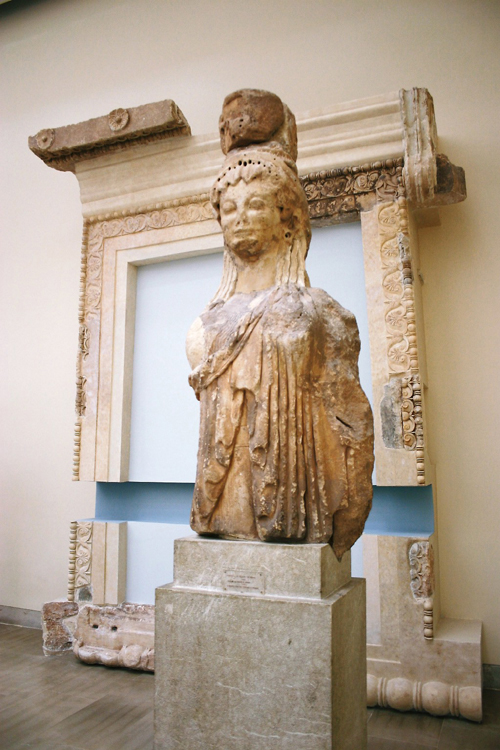
シフノス人の宝庫の装飾（デルフィ考古学博物館所蔵）

古代ギリシアの哲学者達は、美術を「熟練した洞察力と直感を用いた美的な成り行き」として定義している。そこで、絶対的な美の基本は見るものをどれくらい感動させられるか、という点にある。その結果、ギリシアの芸術作品は、完璧な美を備えている神々の姿をとった彫刻が多い。紀元前11世紀頃にエジプト文明の影響を受けて誕生し、西洋絵画のルーツとされている。
ギリシア彫刻の発展は紀元前7世紀以降のアルカイック期、クラシック（古典）期、ヘレニズム期に分けられる。アルカイック初期の彫刻には、独特な微笑と、両手を腿に当てた直立したほぼ左右対称的な彫刻（クロイソスのクーロス像など）があり、エジプトのファラオ像の影響が見られる。これらの特徴は次第に消えていき、クラシック期には、自然主義的で理想の人体美を追求し、動作に富む非対称で写実的な彫刻が創られ、ヘレニズム期には、より激しい動きの構図と感情表現が加えられるようになった。後期には顔の表情があまり表れなくなるが、これは当時の考えであった、「人間的感情を公で出すのは野蛮である」に基づくものである。
これら古代ギリシアの美術は、ローマ美術やオリエントの美術に大きな影響を与え、またオリエントの美術の影響も受けている。

## ビザンティン美術
中世になると古代ギリシア文明の栄えていた地域は東ローマ帝国（ビザンツ帝国、ビザンティン帝国という）の領土となり、古代ギリシアの美術にキリスト教（正教会）、オリエントの影響を受けたビザンティン美術が発展した。ビザンティン美術の高度なモザイク技術や建築、イコンなどは東ヨーロッパの正教圏、西欧の美術にも大きな影響を与えた。特に8世紀の偶像禁止令以降、イコンは抽象化が進んだが、ビザンツ帝国衰退後はモザイク画に代わってフレスコ画が主流となる。

## 脚註
1. ↑  例えば『角川　世界史辞典』（角川書店）P252の「ギリシア美術」の項目では「古代ギリシア人の手になる陶器、工芸や彫刻、建築などの分野が中心をなす美術」と書かれている。
2. ↑  『ビジュアル版 一冊でつかむ西洋絵画』、2023年9月20日発行、岡部昌幸、株式会社河出書房新社、P10。
3. ↑  『ビジュアル版 一冊でつかむ西洋絵画』、2023年9月20日発行、岡部昌幸、株式会社河出書房新社、P10～11。
4. ↑  『ビジュアル版 一冊でつかむ西洋絵画』、2023年9月20日発行、岡部昌幸、株式会社河出書房新社、P11。